# 名護博物館
座標: 北緯26度35分10秒 東経127度59分13秒 / 北緯26.586203度 東経127.986948度
名護博物館（なごはくぶつかん）は、沖縄県名護市にある総合博物館。「名護・やんばるの生活と自然」をテーマとして、1984年3月1日に名護市東江の旧名護市役所の旧庁舎を改装して開館した。
2023年に名護市大中に新築移転し、3月にプレオープン、5月にグランドオープンした。

## 概要
- 住所：〒905-0017 沖縄県名護市大中4-20-50
- 電話：0980-54-8875
- FAX：0980-54-8876
- 開館日：火曜日～土曜日（午前10時～午後6時）